# Expo Center Norte
Expo Center Norte é um centro de convenções localizado no distrito da Vila Guilherme, na zona norte da cidade de São Paulo. Inaugurado em 1993, está localizado próximo ao Terminal Rodoviário Tietê e aos shoppings Center Norte e Lar Center. Atualmente, possui 5 pavilhões (azul, branco, verde, amarelo e vermelho), 21 auditórios e mais de 98.000 m² de área.
O espaço é sede de alguns dos principais eventos e feiras anuais de São Paulo como a Fenatran, a SET Expo, a Feira Guia do Estudante, ISC Expo, Expo Festas e Parques, Feira da Gestante, Bebê e Criança, dentre outras dezenas de eventos de negócios e exposições em geral.

## Histórico

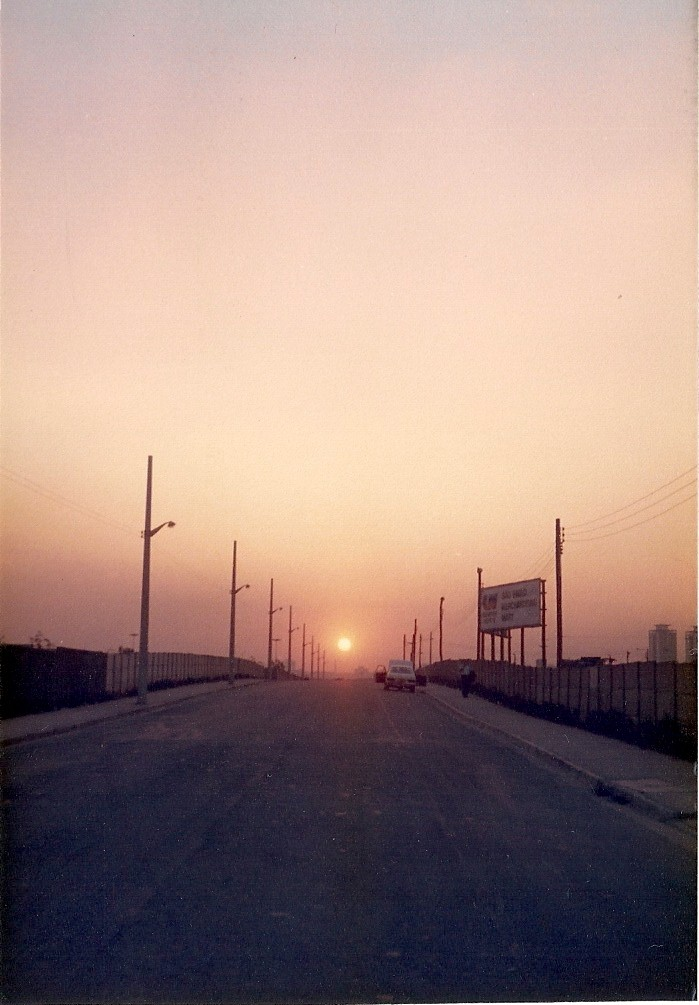
Terreno do Expo Center Norte em obras em 1986, na época, era chamado de Vila Guilherme Expo.

Em 1964, após comprar terras na região da Vila Guilherme, Curt Otto Baumgart iniciou as obras de terraplanagem de toda a região e com a inauguração do shopping Center Norte em 1984, as obras na região seguiram. As intenções de construir um centro de exposições no local já existiam desde a década de 80, iniciando-se pelo pavilhão amarelo.
Em novembro de 1993 era inaugurado o Expo Center Norte na Rua José Bernardo Pinto, 333, surgindo como uma alternativa na região ao centro de exposições do Parque Anhembi, localizado a cerca de 2 km dali. Em 2009, foi reformado e ganhou em anexo o seu centro de convenções com 21 auditórios modulares (cada um com o nome de uma região da zona norte de São Paulo), 4 restaurantes, 11.600 m² adicionais, 2 andares e nova estrutura de serviços de internet e telefonia.

## Eventos
Anualmente, o Expo Center Norte sedia alguns dos principais eventos do Brasil e da América do Sul, alguns dos eventos realizados anualmente no centro de exposições são:
- Brasil Game Show (BGS)[9]
- ABF Franchising Expo[10]
- SET Expo[11]
- Expomusic[12]
- ISC Expo
- NT Expo[6]
- Expo Festas e Parques[13]
- Expo CIEE[6]
- Medical Fair Brasil[6]
- Intersolar South America[10]
- Feira Guia do Estudante[14]
- Feira da Gestante, Bebê e Criança[15]
- Feirão AutoShow[16]